# Izagre
Izagre es un municipio y lugar español de la provincia de León, en la comunidad autónoma de Castilla y León. Cuenta con una población de 137 habitantes (INE 2024). También forman parte del municipio las pedanías de Albires y Valdemorilla. 

## Toponimia
El topónimo de Izagre parece proceder de la palabra de origen árabe tagr, con el significado de «frontera»; tal origen estaría relacionado con la repoblación mozárabe que afectó a diversas zonas del norte de España. En 1044 aparece mencionado como Izraq.

## Geografía

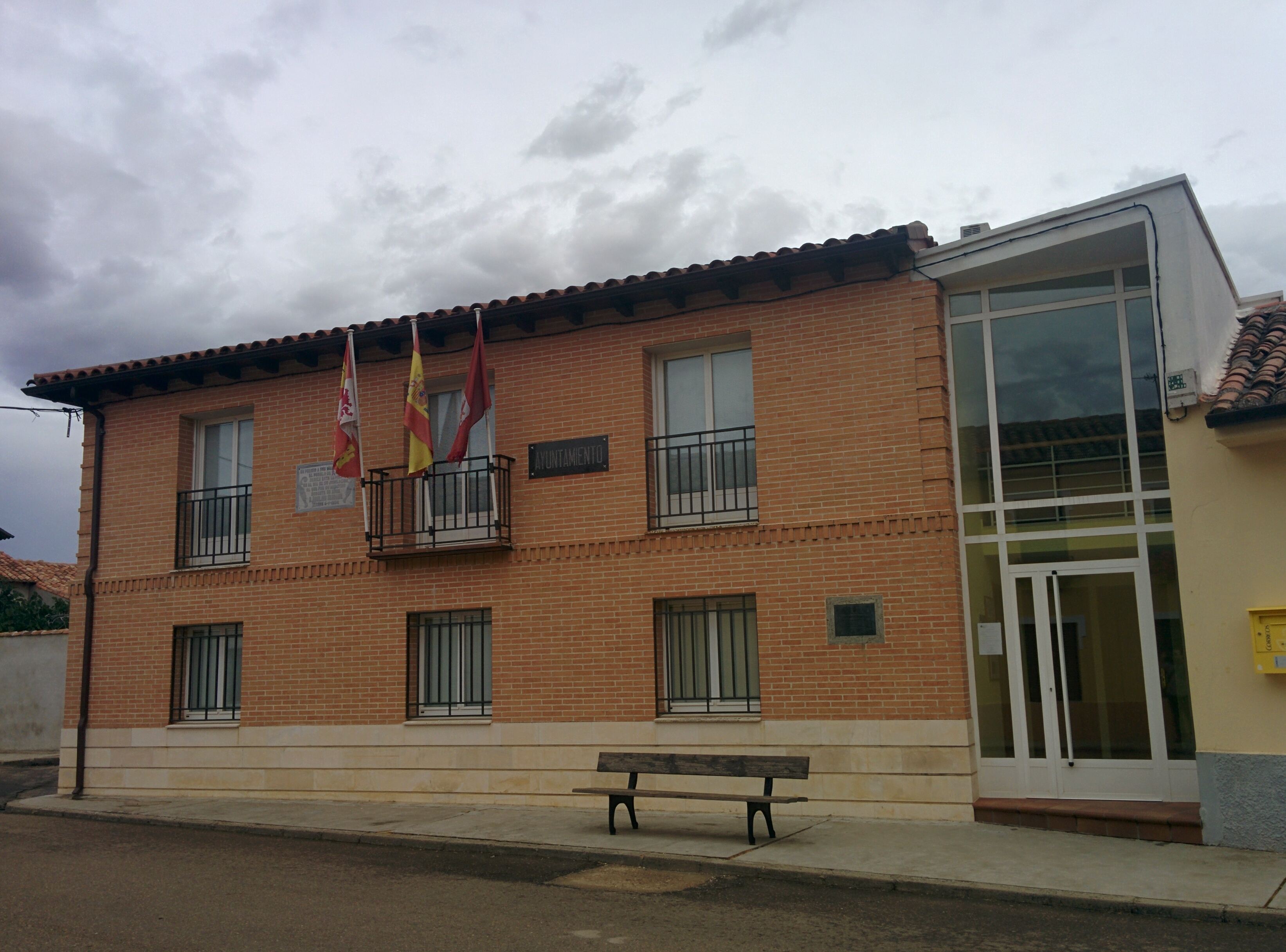
Casa consistorial

Se sitúa a 56 kilómetros por carretera de la capital leonesa. El término municipal está atravesado por la carretera N-601 entre los pK 275 y 282. 
El relieve del territorio se caracteriza por una amplia llanura, característica de la Tierra de Campos leonesa, que asciende levemente de este a oeste. La altitud del municipio oscila entre los 828 metros y los 765 metros. El pueblo se alza a 775 metros sobre el nivel del mar. 
| Noroeste: Valverde-Enrique                       | Norte: Valverde-Enrique   | Noreste: Joarilla de las Matas            |
| Oeste: Mayorga (exclave) y Matanza de los Oteros |                           | Este: Monasterio de Vega (Valladolid)     |
| Suroeste: Mayorga (Valladolid)                   | Sur: Mayorga (Valladolid) | Sureste: Saelices de Mayorga (Valladolid) |

## Demografía
Cuenta con una población de 137 habitantes (INE 2024).
| Gráfica de evolución demográfica de Izagre entre 1857 y 2021 |
| |
| Población de derecho según los censos de población del INE. Población de hecho según los censos de población del INE. Entre el censo de 1857 y el anterior aparece este municipio porque se segrega de Matadeón de los Oteros |